# B&W (televisieprogramma)
B&W (eerder Barend & Witteman) was een discussieprogramma op de Nederlandse televisie. Het werd van 1997 tot 2005 op werkdagen uitgezonden door de VARA. Het motto van B&W was "het gesprek van de dag".
Het programma werd sinds 1997 uitgezonden op Nederland 3 en werd afwisselend gepresenteerd door Sonja Barend en Paul Witteman. Het programma heette voorheen dan ook nog Barend en Witteman, maar die naam werd al snel afgekort tot B&W. Eindredacteuren van het programma waren Ger Ackermans en Herman Meijer. De intromuziek was het nummer "Life Carousel" van de Nederlandse componist Rob Hauser.
Sinds het seizoen 2004/2005 werd het programma gepresenteerd door Inge Diepman (die daarvoor al weleens Sonja Barend verving) en Hanneke Groenteman. Andere presentatoren van het programma waren Rob Trip en Felix Meurders.
Het programma werd in april 2005 van de buis gehaald door onder andere hervormingen in het publieke bestel. In de laatste aflevering stond de mening van allerlei gasten over het programma zelf centraal en werd er flink gal gespuwd op praatprogramma's in het algemeen. Te gast was onder andere Maarten van Rossem.
Het 'gesprek van de dag' rond de klok van 19.30 werd bij de publieke omroep daarna opgevuld door eerst TV3 en vervolgens De Wereld Draait Door.